# Björkberg
Björkberg är en by i Leksands kommun. Byn är en skogsby i höjdläge, omkring 10 kilometer nordöst om Leksands-noret.
Byn omtalas första gången 1539, då fanns här 3 bönder. Några äldre fornlämningar finns inte på byns marker, och läget gör att man kan förmoda att den är yngre än dalälvsbyarna. Byn har också varit en blandby, och ännu vid storskiftet hade två bönder från Tibble fäbodar här i Björkberg. 1571 fanns här 7 gårdar. 1668 anger mantalslängden 10 hushåll, och en karta från samma år har 9 gårdstecken. 1766 hade antalet gårdar stigit till 17. I samband med storskiftet på 1820-talet fanns 19 gårdar i byn. Byn har förändrat sig ganska lite sedan dess - endast fyra nya gårdar har tillkommit och tre gamla gårdar rivits. Under slutet av 1800-talet minskade fäboddriften i byn i betydelse.
Vid 1800-talets mitt blev byn intressant i samband med att man upptäckte några mindre järnmalmsfyndigheter i byns närhet. 1863 började man bryta järnmalm i de tre gruvorna Kvarnbackgruvan, Vålsvedgruvorna och Åängsgruvan. Av dessa fick Kvarnbacksgruvan störst betydelse. Den bröts mellan åren 1863-74 då närmare 11 000 ton järnmalm togs upp.
Byn är klassificerad som ett riksintresse för kulturmiljövård. Som motivering anges: "En blandby med mycket välbevarat bymönster, enhetlig bebyggelse i ett intressant kulturlandskap, ett större välvt åkerområde med många små åkerholmar. Det kulturhistoriska och miljömässiga värdet är mycket stort och ett bevarande mycket angeläget".